# Viviana Saccone
Viviana Saccone (Jeppener, 28 gennaio 1968) è un'attrice argentina, attiva in campo televisivo, teatrale e cinematografico e nota al pubblico internazionale soprattutto come interprete di telenovele.

## Biografia
Complessivamente, tra cinema e televisione, ha partecipato - a partire dalla fine degli anni ottanta - ad oltre una ventina di differenti produzioni.
Tra i suoi ruoli più noti, figurano quelli nelle telenovele Celeste (1991), Principessa, (1992), Milagros (1993), Senza peccato (1994), Montecristo (2006), ecc.
In carriera si è aggiudicata per due volte il Premio Martín Fierro.
Divorziata, ha due figlie.

## Filmografia

### Cinema
- Quijano los días de la lluvia (1999)
- No dejaré que no me quieras (2002)
- Ciudad en celo (2006)
- Paisito (2008)
- El cine de Maite (2008)
- Una mujer sucede (2011)

### Televisione
- Es tuya... Juan (1991)
- Celeste - telenovela (1991)
- Principessa (Princesa) - telenovela (1992)
- Milagros (Más allá del horizonte) - telenovela (1993)
- Senza peccato (Con alma de tango) - telenovela (1994)
- Por siempre mujercitas (1995)
- Hombre de mar (1997)
- Mamitas (1997)
- Los buscas de siempre (2000)
- Franco Buenaventura, el profe (2002)
- Infieles - miniserie TV (2002)
- Femenino masculino (2003)
- ¿Quién es el jefe? (2005)
- Montecristo (Montecristo. Un amor y una venganza) - telenovela (2006)
- Alguien que me quiera - telenovela (2010)
- El puntero - miniserie TV (2011)
- Herederos de una venganza (2011)
- Una mujer sucede (2011)
- Lobo - telenovela (2012)
- Los ricos no piden permiso (2015-2016)
- Golpe al corazón (2017)

## Teatro (lista parziale)
- Y mis pantalones dónde están? (1999)
- Un tranvía llamado deseo (1999)
- La valija del rompecabezas (1999)
- Nosotras que nos queremos tanto (1999)
- La esposa constante (2008)
- Raíces de sangre (2008)

## Programmi televisivi
- Clave de sol (1988)

## Premi e riconoscimenti (Lista parziale)
- Premio Martín Fierro
  - 1992 miglior attrice secondaria di telenovelas per Celeste
  - 2007 miglior attrice di telenovelas per Montecristo

- Premio Clarín
  - 2006 Montecristo

## Doppiatrici italiane
- Simonetta Benozzo in Celeste.[5]
- Giuppy Izzo in Milagros[6], Principessa[6] e Senza peccato.[6][7]